# فابیو براوو
فابیو براوو (انگلیسی: Fabio Bravo؛ زادهٔ ۴ سپتامبر ۱۹۸۹) بازیکن فوتبال اهل ایتالیا است.
از باشگاه‌هایی که در آن بازی کرده‌است می‌توان به باشگاه فوتبال کارپی اشاره کرد.